# Miko Hughes
Miko John Hughes (ur. 22 lutego 1986 w Apple Valley) – amerykański aktor filmowy, telewizyjny i głosowy, były aktor dziecięcy.

## Wybrana filmografia

### Filmy
- 1989: Smętarz dla zwierzaków jako Gage Creed
- 1990: Gliniarz w przedszkolu jako strażnik Anderson
- 1993: Jack Niedźwiadek jako Dylan Leary
- 1994: Gliniarze i Robbersonowie jako Billy Robberson
- 1994: Nowy koszmar Wesa Cravena jako Dylan Porter
- 1995: Apollo 13 jako Jeffrey Lovell
- 1997: Zeus i Roksana jako Jordan Barnett
- 1997: Spawn jako Zack
- 1998: Kod Merkury jako Simon Lynch
- 2002: Zatrzymani w czasie jako młody Earl Dopler
- 2008: Jaja w tropikach jako DJ radiowy

### Seriale TV
- 1990: Nie z tego świata jako młody Billy
- 1991: Beverly Hills, 90210 jako młody Chuck
- 1992: Doogie Howser, lekarz medycyny jako Matthew
- 1992: Melrose Place jako David Patterson
- 1993: Miasto, o którym zapomniał święty Mikołaj jako młody Jeremy Creek (głos)
- 1994: Pomoc domowa jako Frank Bradley Jr.
- 1990–1995: Pełna chata jako Aaron Bailey
- 1995: Dotyk anioła jako Daniel Duncan
- 1997: Opowieści z księgi cnót jako książę Fredolin (głos)
- 1995–1998: Świat według Ludwiczka jako Tommy Anderson (głos)
- 1998: Słoneczny patrol jako Timmy Greyson
- 2000: Roswell: W kręgu tajemnic jako Nicholas Crawford
- 2002: Hej Arnold! jako Alan Redmond (głos)
- 2003: Boston Public jako Peter Feldman
- 2005: Weronika Mars